# Chelonarium punctumochraceum
Chelonarium punctumochraceum is een keversoort uit de familie Chelonariidae. De wetenschappelijke naam van de soort is voor het eerst geldig gepubliceerd in 1934 door Méquignon.